# Liste der Kulturgüter in Seewis im Prättigau
Die Liste der Kulturgüter in Seewis im Prättigau enthält alle Objekte in der Gemeinde Seewis im Prättigau im Kanton Graubünden, die gemäss der Haager Konvention zum Schutz von Kulturgut bei bewaffneten Konflikten, dem Bundesgesetz vom 20. Juni 2014 über den Schutz der Kulturgüter bei bewaffneten Konflikten sowie der Verordnung vom 29. Oktober 2014 über den Schutz der Kulturgüter bei bewaffneten Konflikten unter Schutz stehen.
Objekte der Kategorien A und B sind vollständig in der Liste enthalten, Objekte der Kategorie C fehlen zurzeit (Stand: 1. Januar 2023).

## Kulturgüter
| Foto |                                                                                 | Objekt                                               | Kat. | Typ | Standort                            | Beschreibung |
| ---- | ------------------------------------------------------------------------------- | ---------------------------------------------------- | ---- | --- | ----------------------------------- | ------------ |
| ja   | Datei hochladen · Wikidata zu Burg Fracstein (Q1011758)                         | Fracstein, mittelalterliche Burgruine KGS-Nr.: 03256 | A    | G   | 765580 / 205050                     |              |
| ja   | Datei hochladen · Wikidata zu Burg Solavers (Q1014007)                          | Solavers, mittelalterliche Burgruine KGS-Nr.: 03257  | B    | G   | 767790 / 205950                     |              |
| ja   | Datei hochladen · Wikidata zu Reformierte Kirche Seewis im Prättigau (Q2137061) | Reformierte Kirche KGS-Nr.: 03258                    | B    | G   | Pradastrasse 2 767426 / 206640      |              |
| ja   | Datei hochladen · Wikidata zu Salis-Schloss (Gemeindehaus, Schule) (Q29785112)  | Gemeindehaus (Salis-Schloss) KGS-Nr.: 10792          | B    | G   | von-Salis-Strasse 2 767190 / 206525 |              |
| ja   | Datei hochladen · Wikidata zu Alp Fasons, Sennerei (Q29785110)                  | Alp Fasons, Sennerei KGS-Nr.: 12491                  | B    | G   | Alp Fasons 769632 / 213095          |              |